# Bernard Verlhac
Bernard Verlhac, signaturen Tignous, född 21 augusti 1957 i Paris, död 7 januari 2015 i Paris, var en fransk satirtecknare.
Han var en av medarbetarna på Charlie Hebdo. Han medverkade också i veckotidningen Marianne och månadstidskriften Fluide Glacial.
Bernard Velhac dödades i attentatet mot Charlie Hebdo.

## Andra verk i urval
- Illustrationer till Corvée de bois av Didier Daeninckx, éditions Liber Niger 2002
- Illustrationer till Lettres d'insulte av Dieudonné, éditions Le Cherche-midi 2002